# Mora (Svédország)
Mora nagy történelmi múltra visszatekintő település Svédország Dalarna megyéjében, egyben Mora község központja. A városka nevezetes mint a Vasa-futás befutójának a helye, valamint az itt született kiemelkedő svéd festő, Anders Zorn múzeumáról.

## Nevének eredete
Neve a régi svéd „mor” szóból ered, aminek jelentése körülbelül sűrű, nedves talajú erdő. A térség eredeti növényzete tajga jellegű erdő.

## Földrajzi helyzete
Mora a Siljan és Orsasjön tavak közötti félszigeten fekszik. Itt folyik az Österdalälven folyó is a Siljan tóba. A terület egy ősi becsapódási kráter, a Siljansring nyugati széle. Ez Európa legnagyobb, 52 km átmérőjű meteoritkrátere, ami a Devon-korban, mintegy 360 millió évvel ezelőtt keletkezett. A Siljan az egykori kráter egy részét tölti ki.
A település központja az 1800-as évek végére alakult ki a régi templom körül, nagyrészt az itt épített vasútállomás vonzerejének hatására, majd fokozatosan összenőtt a környező kis falvakkal: (Noret, Lisselby, Morkarlby, Utmeland, Hemus, Selja, Långlet, Öna, Kråkberg és Östnor).
Geológiailag a település az Österdalälven hordalékára, a Siljanba nyíló deltájára épült. A folyó az elmúlt századokban gyakran változtatta futását, utoljára 1659-ben alakított ki új medret. Jelenleg is rendszeresen kotorni kell annak érdekében, hogy esetleges áradásával ne okozzon súlyos károkat.

## Története
A település területén már a történelem előtt időkből is találtak emberi letelepedésre utaló leleteket. Mora egyházközség valószínűleg a 13. században alakult ki, a morai templom legrégebbi részei ugyanis ebből a korból származnak.

### Gustav Vasa
Mora és vidéke 1520-ban került a svéd történelembe, amikor Gustav Vasa, a későbbi nemzeti hős és svéd király, a dán uralkodó lovagjai elől menekülve Morába érkezett. A hagyomány szerint beszédet mondott a morai templom előtt, felkelésre biztatva a moraiakat. Ők azonban bizonytalankodtak, ezért Vasa folytatta menekülését Norvégia felé. A morai közösség egy idő után meggondolta magát, és két sífutót Vasa után küldött, hogy forduljon vissza. Vasát Sälenben érték utol, visszatért, és megindította azt a felkelést, ami végső soron megdöntötte II. Keresztély dán király uralmát Svédország felett. Gustav Vasa visszatérésének emlékére rendezik meg évente a Vasa-futást Sälen és Mora között.

## Gazdasági élet
A gazdasági élet sok évszázadon keresztül az önellátó földművelésre, állattenyésztésre, fakitermelésre alapult. Mora kedvező földrajzi fekvésénél fogva már korán kereskedelmi szerepet is kapott, norvégiai kapcsolatokkal is rendelkezett. A helyi gyepvasércből már a viking korban készítettek fegyvereket, szerszámokat. Erre a hagyományra és a nyersanyagra alapozva a helyi lakosság a 19. században sokféle ipari tevékenységgel próbálkozott. Egy ideig sikeres volt a morai órák – nagy álló- és fali órák – gyártása, a Mora kés, a jellegzetes helyi késfajta gyártása, majd a csapok és más vízszerelvények előállítása. A 19. század végére a település a nagy svéd vasútépítés nyomán a település vasúti csomópont is lett keleti, északi és déli kapcsolattal.
A 21. században a helyi gazdaság fő ágazata a téli-nyári turizmus, elsősorban belföldi látogatókkal, valamint a hagyományos népművészeti termékek gyártása, gyakran bemutató jelleggel is. A vízszerelvények gyártása ezen túlmutatóan is jelentős.
A közlekedésben az észak-déli vasúti kapcsolatok, a csaknem az egész hatalmas országon átvezető belső svéd észak-déli vasútvonal, az Inlandsbanan forgalmának 20. századi csökkenésével vesztettek jelentőségükből, de a keleti vasúti összeköttetés fontos maradt. Jelentős modern autóutak épültek ki, így itt keresztezi egymást a 26. számú és a 70. számú svéd országos főútvonal. Az előbbi hosszú szakaszon egybeesik az E45-ös európai úttal.
.

## Éghajlata
Éghajlata nedves kontinentális. Ezen a szélességi fokon (61 fok) már inkább a szubarktikus éghajlat lenne a természetes, de a Golf-áramlat enyhítő hatása még a Skandináv-hegységnek ezen az oldalán, azaz az esőárnyékában is érzékelhető. Az itteni éghajlat erősebben kontinentális jellegű, mint a nagyobb svéd városokban, viszonylag meleg nyarakkal és az enyhébb és szigorúbb telek közötti nagy ingadozásokkal. 2015-ig a legenyhébb január 1989-ben volt 0,2 °C átlaghőmérséklettel, míg a leghidegebb, -18,8 fokkal mindössze két évvel korábban, 1987-ben volt.
Az alábbi táblázat hőmérsékleti adatai a 2002-2015 közötti időszakra, a csapadék számai 1961-1990-re vonatkoznak; a szélsőségek 1941 óta végzett megfigyelések alapján szerepelnek.
| Hónap                         | Jan.  | Feb.  | Már.  | Ápr.  | Máj. | Jún. | Júl. | Aug. | Szep. | Okt.  | Nov.  | Dec.  | Év    |
| ----------------------------- | ----- | ----- | ----- | ----- | ---- | ---- | ---- | ---- | ----- | ----- | ----- | ----- | ----- |
| Rekord max. hőmérséklet (°C)  | 10,5  | 11,5  | 17,3  | 26,4  | 27,7 | 32,4 | 31,7 | 33,0 | 25,4  | 21,6  | 14,4  | 10,9  | 33,0  |
| Átlagos max. hőmérséklet (°C) | −2,2  | −1,1  | 4,0   | 10,5  | 15,5 | 19,6 | 22,1 | 20,3 | 15,6  | 8,3   | 3,0   | −0,6  | 9,6   |
| Átlaghőmérséklet (°C)         | −5,5  | −4,9  | −0,8  | 4,8   | 9,7  | 13,8 | 16,5 | 15,0 | 10,7  | 4,6   | 0,2   | −4,0  | 5,1   |
| Átlagos min. hőmérséklet (°C) | −9,8  | −8,7  | −5,7  | −0,8  | 3,9  | 7,9  | 11,0 | 9,8  | 5,8   | 0,8   | −2,6  | −7,4  | 0,4   |
| Rekord min. hőmérséklet (°C)  | −39,7 | −40,5 | −30,6 | −22,0 | −8,6 | −3,4 | 2,5  | −2,2 | −8,8  | −16,6 | −27,4 | −35,0 | −40,5 |
| Átl. csapadékmennyiség (mm)   | 35    | 26    | 27    | 35    | 42   | 53   | 69   | 67   | 62    | 47    | 48    | 36    | 547   |
| Forrás:                       |       |       |       |       |      |      |      |      |       |       |       |       |       |

## Látnivalók
- Zorn-gyűjtemények - Anders Zorn, a kiemelkedő svéd festőművész lakóháza, múzeuma, birtoka, gyűjteményei
- Az 1200-as évekre visszavezethető Morai templom(wd)
- A Vasa-futás célterülete és a rendezvény központi épülete
- Anders Zorn Gustav Vasát ábrázoló szobra a Vasa-futás befutója mellett
- A svéd népművészeti Dala ló szobra a tóparti városi parkban, gyártása a Nusnäs városrészben
- A hagyományos helyi Mora kés(wd) gyártása
- Az 1865-ig visszavezethető helyi vízszerelvény-gyártás bemutatója Ostnor városrészben

## Látképek

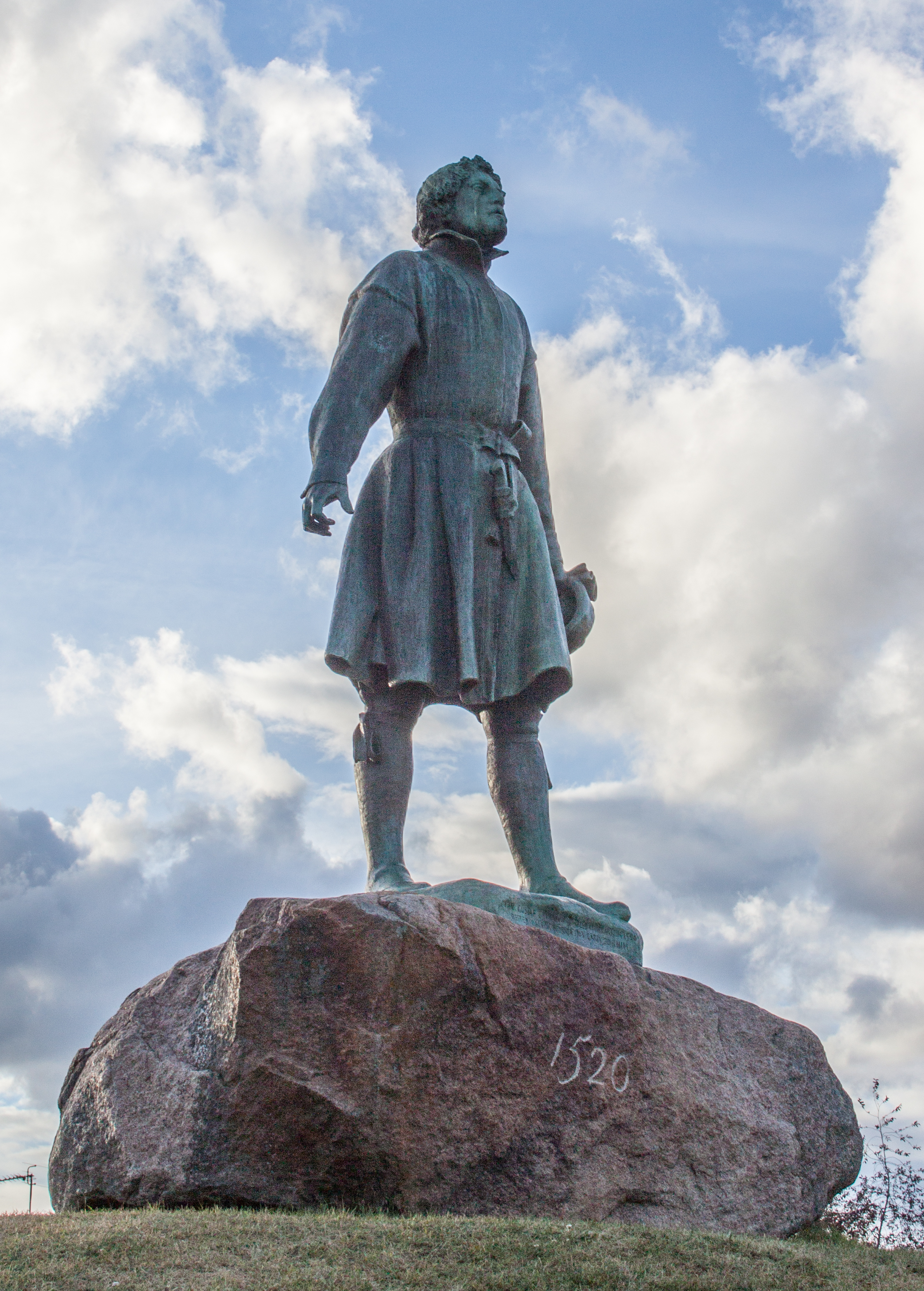
Gustav Vasa szobra
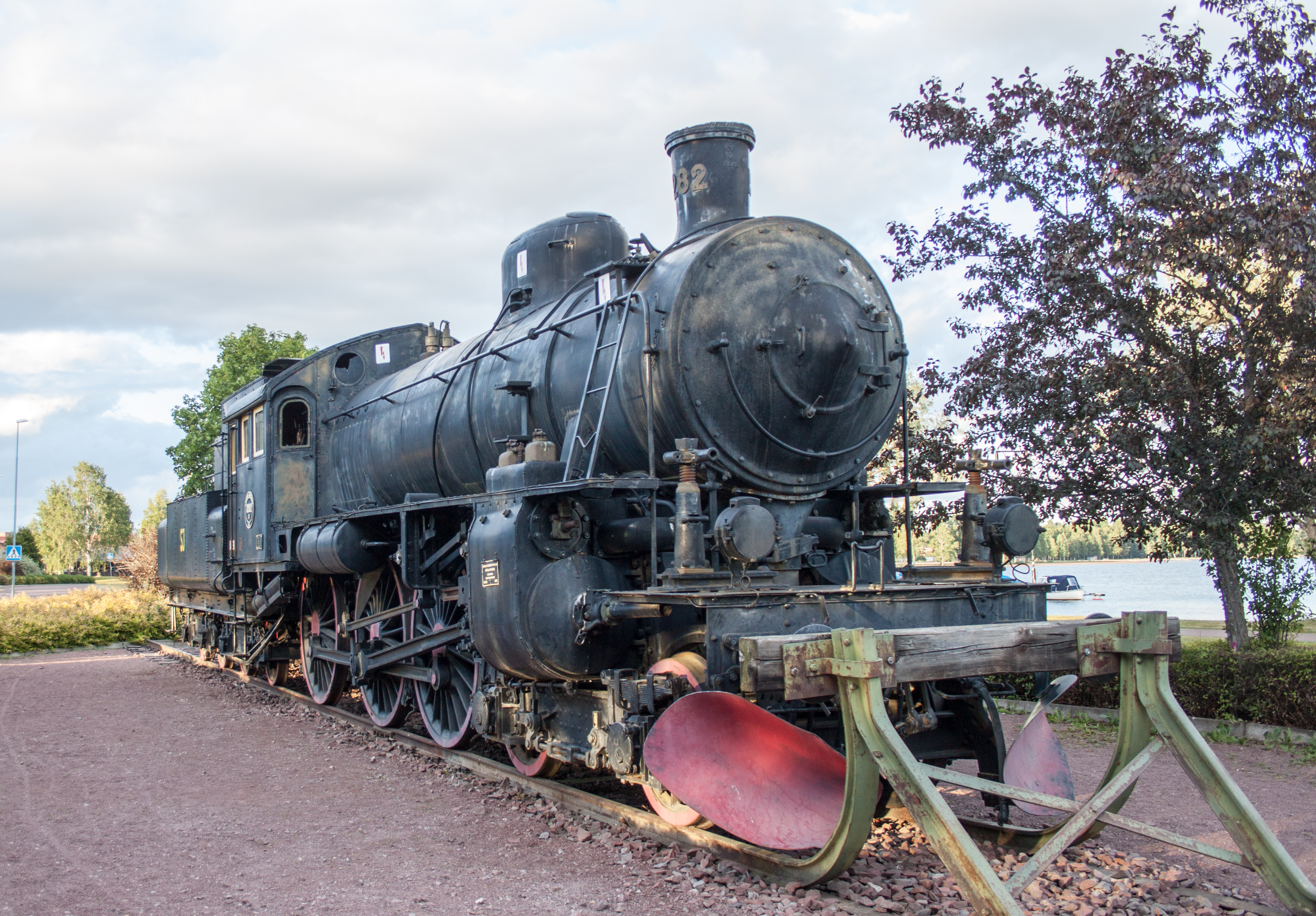
Történelmi mozdony
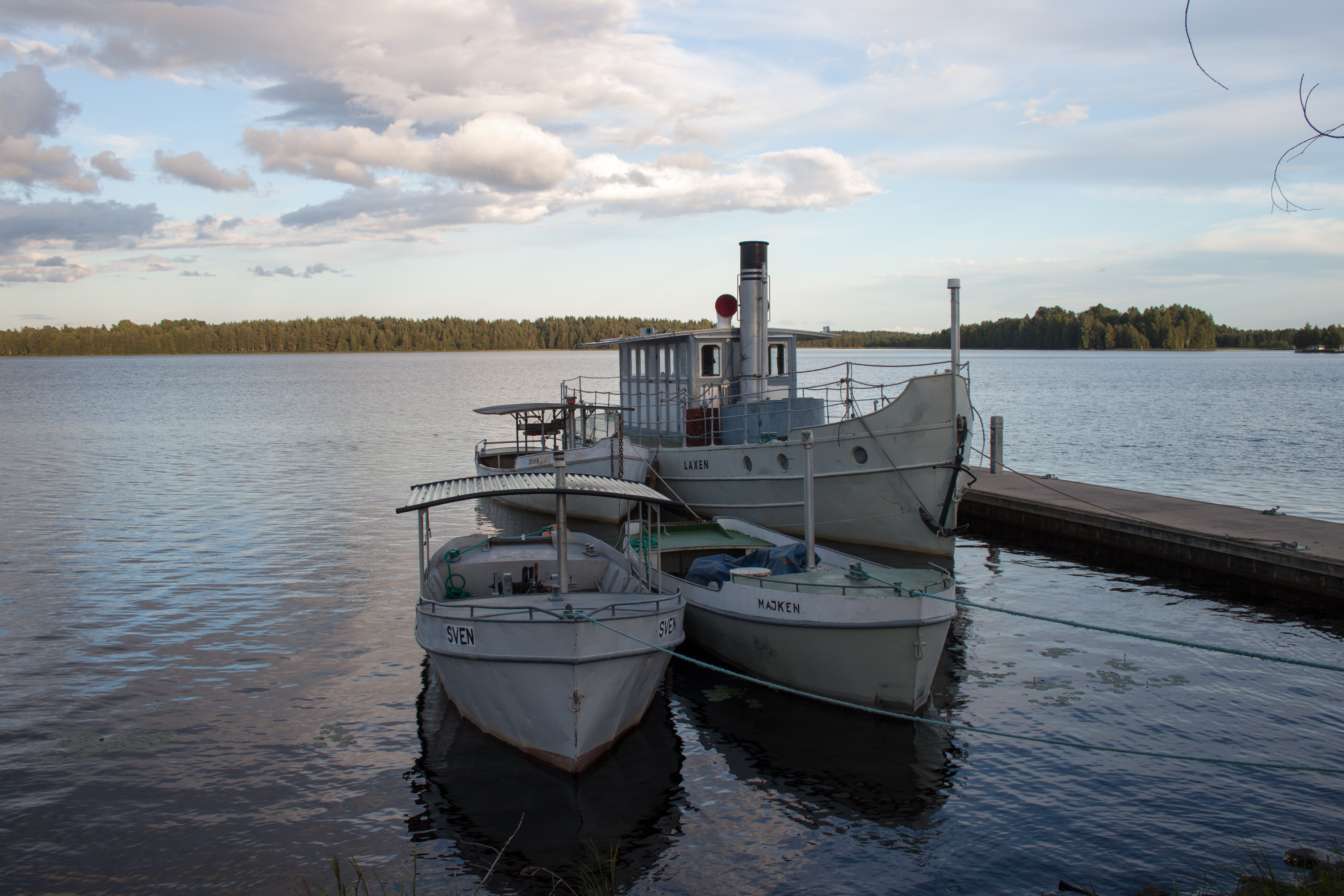
Nyáresti tóparti látkép
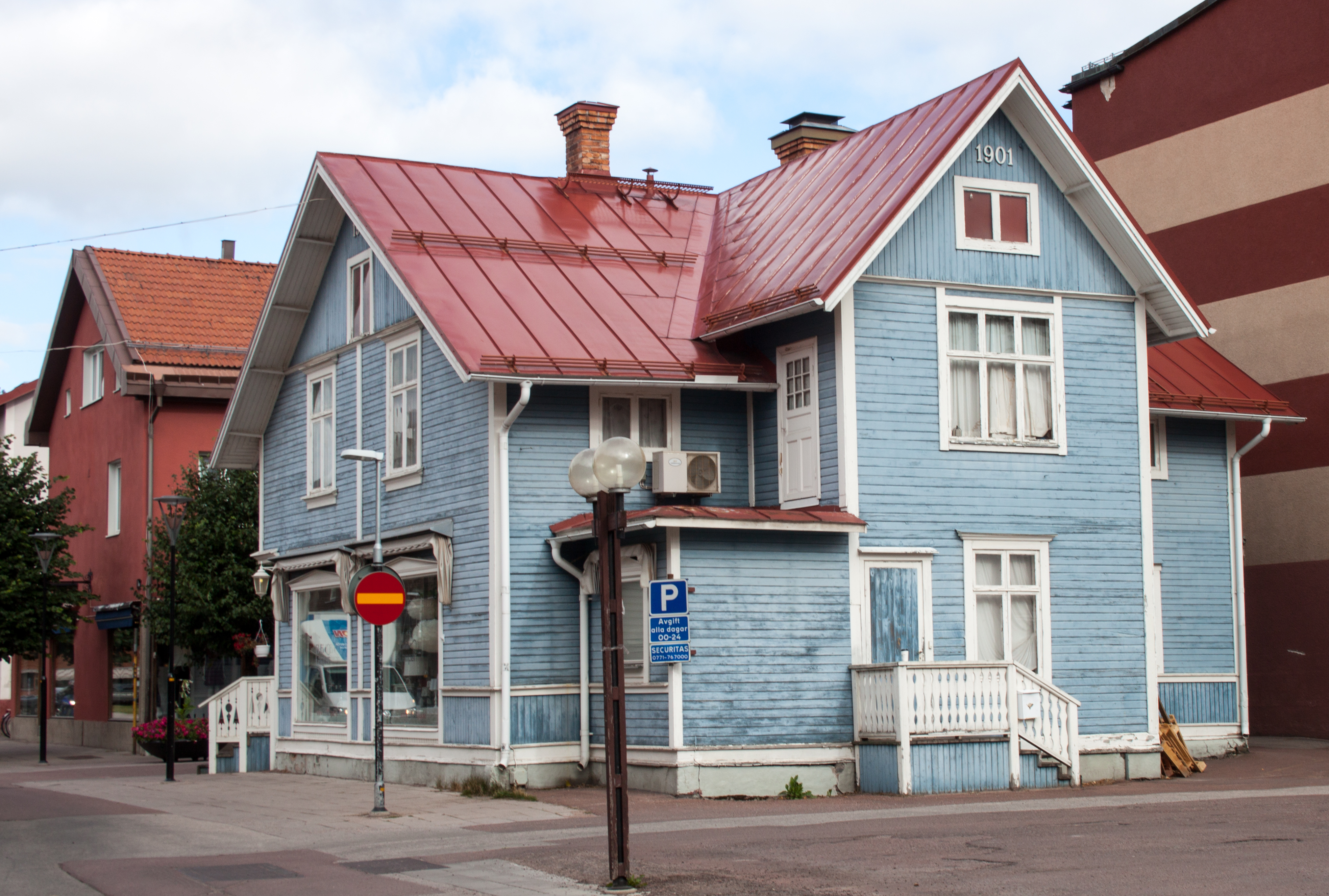
Hagyományos polgári faház

## Fordítás
- Ez a szócikk részben vagy egészben a Mora című svéd Wikipédia-szócikk ezen változatának fordításán alapul.  Az eredeti cikk szerkesztőit annak laptörténete sorolja fel. Ez a jelzés csupán a megfogalmazás eredetét és a szerzői jogokat jelzi, nem szolgál a cikkben szereplő információk forrásmegjelöléseként.